# يرمول جزيري
يرمول جزيري (الاسم العلمي:Ammospermophilus insularis) (بالإنجليزية: Espiritu Santo Island Antelope Squirrel)‏ هو نوع من الحيوانات يتبع جنس اليرمول من فصيلة سنجابية.